# Луїджі Карло Фаріні
Луїджі Карло Фаріні (італ. Luigi Carlo Farini; 22 жовтня 1812 — 1 серпня 1866) — італійський лікар, журналіст, письменник, державний і політичний діяч, прем'єр-міністр Італії впродовж кількох місяців у 1862—1863 роках.

## Життєпис
Здобув медичну освіту, після чого мав лікарську практику в різних містах Романьї.
1844 року мусив залишити батьківщину, рятуючись від гонінь папської поліції. 1847 повернувся до Італії після оголошення папою Пієм IX амністії. Того ж року отримав посаду в міністерстві внутрішніх справ. У березні 1948 року, після ухвалення Конституції Італії був обраний до римського парламенту. Втім уже невдовзі мусив знову залишити Рим і оселитись у Турині, де співпрацював з Кавуром. У той час він написав значні дослідження «Storia dello stato romano dall'anno 1814 al 1850» і «Storia d'Italia dall'anno 1814 la 1850».
1859 року був відряджений до Середньої Італії як сардинський уповноважений. Населення Модени, потім Парми та Романьї визнало його диктатором. У запеклій боротьбі з Джузеппе Гарібальді, в березні 1860 року приєднав ті країни до Італійського королівства та об'єднав їх у провінцію Емілію.
Від липня до жовтня 1860 року Фаріні був міністром внутрішніх справ у кабінеті Кавура, потім, до січня 1861, — королівським намісником у Неаполі, де продовжував бути антагоністом Гарібальді.
У грудні 1862 року, після падіння уряду Урбано Раттацці, Фаріні сформував власний кабінет, але вже у березні наступного року був змушений вийти у відставку внаслідок сильного нервового розладу, що невдовзі переріс у невиліковну душевну хворобу.